# Ladislav Kadlec
Pplk. Ladislav Kadlec (4. dubna 1917 Brankovice – 13. března 1944 Biskajský záliv) byl československým palubním střelcem 311. československé bombardovací perutě RAF a obětí druhé světové války.

## Život

### Před druhou světovou válkou
Ladislav Kadlec se narodil 4. dubna 1917 v Brankovicích na Vyškovsku v rodině Antonína Kadlece a Apolonie rozené Osavské. Na tříleté pokračovací živnostenské škole se vyučil holičem. Dne 1. října 1937 nastoupil vojenskou prezenční šlužbu v Kroměříži, v únoru 1938 byl převelen do Prahy a v listopadu do Kladna. Z armády byl propuštěn 1. dubna 1939 v hodnosti svobodníka.

### Druhá světová válka

#### Francie
Po německé okupaci odešel Ladislav Kadlec v červnu 1939 do Polska a následně do Francie, kde vstoupil do cizinecké legie. Do vypuknutí druhé světové války sloužil v severní Africe, poté byl dne 26. září zařazen v Agde do československého zahraničního vojska. Prodělával výcvik na postu velitele kulometného družstva, velitelem jeho čety byl Jozef Gabčík. Na vlastní žádost byl k 1. červnu 1940 přeložen k letectvu. Po pádu Francie odplul do Velké Británie, kde se hlásil 7. července 1940.

#### Velká Británie
Dne 24. července 1940 byl Ladislav Kadlec přijat do svazku Royal Air Force a byl zařazen jako palubní střelec k 311. československé bombardovací peruti. Střelecký kurz ukončil 2. listopadu téhož roku ve skotském Dumfries, následně se přesunul k peruti do Honingtonu. První operační let absolvoval 1. března 1941 a byl jím nálet na přístav v Boulogne-sur-Mer. Dne 5. července při návratu od Münsteru byl těžce raněn do nohy německým nočním stíhačem, kterého dokázal sestřelit. Po návratu mu byla končetina pod kolenem amputována v nemocnici v Ely a byl mu udělen Československý válečný kříž 1939. Z nemocničního ošetřování byl propuštěn 6. února 1942, obdržel protézu, se kterou se naučil velmi dobře chodit. K 25. září 1942 se mu podařil vrátit se do operační služby, kdy se zúčastnil své první protiponorkové mise. Dne 13. dubna 1944 ráno coby člen posádky stroje Consolidated B-24 Liberator BZ 995 (J) pod velením Otakara Žanty odstartoval ke svému poslednímu letu, kterým bylo rutinní hlídkování nad Biskajským zálivem. Stroj se z mise nevrátil, příčina jeho zmizení nebyla nikdy objasněna. Celá posádka byla prohlášena za pohřešovanou, moře nevyplavilo ani jedno z těl.

## Ocenění

### Vyznamenání
- 1941 a 2x Československý válečný kříž 1939
- 1941 Československá medaile Za chrabrost před nepřítelem
- 1944 Československá medaile za zásluhy I. stupně
- 1944 Pamětní medaile československé armády v zahraničí
- Hvězda 1939–1945
- Hvězda Atlantiku
- Evropská hvězda leteckých posádek
- Válečná medaile 1939–1945

### Posmrtná ocenění
- Ladislav Kadlec byl po skončení druhé světové války in memoriam povýšen do hodnosti štábního praporčíka a v roce 1991 na podplukovníka